# Hohenzollern-Haigerloch
Lo Hohenzollern-Haigerloch fu uno stato del Sacro Romano Impero governato da un ramo della famiglia degli Hohenzollern di Prussia.
La Contea di Hohenzollern-Haigerloch venne creata nel 1576, dalla partizione della Contea di Hohenzollern, feudo del Sacro Romano Impero. Quando l'ultimo Conte di Hohenzollern, Carlo I di Hohenzollern (1512-1579) morì, il territorio venne diviso tra i suoi tre figli:
- Eitel Federico IV di Hohenzollern-Hechingen (1545–1605)
- Carlo II di Hohenzollern-Sigmaringen (1547–1606)
- Cristoforo di Hohenzollern-Haigerloch (1552–1592)

I conti di Hohenzollern-Haigerloch governarono nella piccola contea del Sud-Ovest della Germania. 
A differenza degli Hohenzollern del Brandeburgo e di Prussia, gli Hohenzollern di Haigerloch, e i loro cugini di Hohenzollern-Hechingen, e gli Hohenzollern-Sigmaringen, rimasero cattolici.
La contea venne incorporata nel Principato di Hohenzollern-Sigmaringen dal 1630 e nuovamente si ricostituì nel 1681. Nel 1767 venne definitivamente incorporata nei domini degli Hohenzollern-Sigmaringen.

## Conti di Hohenzollern-Haigerloch (1576-1623)
- Cristoforo (1575-1601)
- Giovanni Cristoforo (1601-1623)
- Giovanni III (1601-1630)

Dal 1630 e nel 1681 la contea entrò a far parte del Principato di Hohenzollern-Sigmaringen
- Francesco Antonio (1681-1702)
- Ferdinando Antonio (1702-1750)
- Francesco Cristoforo Antonio (1750-1767)

Con la morte dell'ultimo conte, la contea passò al Principato di Hohenzollern-Sigmaringen.